# Fissurella subrostrata
Fissurella subrostrata är en snäckart som beskrevs av Sowerby 1835. Fissurella subrostrata ingår i släktet Fissurella och familjen nyckelhålssnäckor. Inga underarter finns listade i Catalogue of Life.